# WISE 2019-1148
WISE 2019-1148 (= WISE J201920.76-114807.5) is een bruine dwerg met een spectraalklasse van T8:. De ster bevindt zich 40,8 lichtjaar van de zon in het sterrenbeeld Steenbok.